# ハールートとマールート

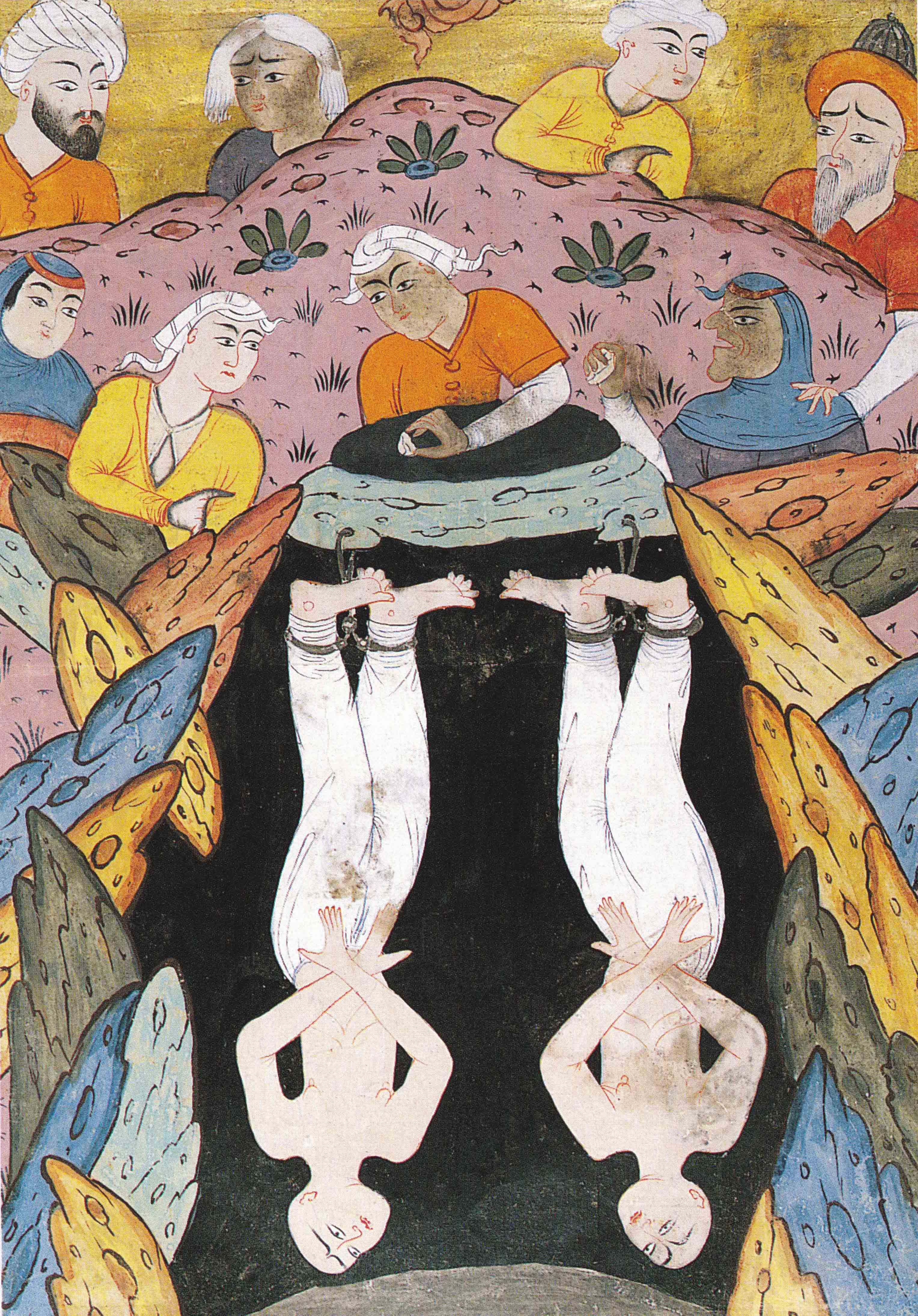
ハールートとマールート

ハールートとマールート（Harut wa Marut）はコーラン2章102節によれば、次のように記されている。「そしてかれらは、悪魔たちがスライマーン（ソロモン）の王権に就いて、（偽って）述べることに従った。スライマーンは不信心ではなかった。しかし悪魔たちは不信心だったので人びとに魔術を教え、またバビロンでハールートとマールートの両天使に授けられたものを教えた。だが両天使は「わたしたちは試みるだけだ。それで不信心になってはならない」と告げた後でなければ、誰にも教えなかった。かれらは両者から、夫と妻の間を引き離す術を学んだ。だが悪魔とて、アッラーの御許しがない限り、それで誰も害することは出来なかった。しかし人びとは、自分に害になる、益のないことを学んだ」ハールートとマールートの教えたことは人間への試みであり、人間は自由意志によって自分たちの害になることを学んだと明記されている。
ユダヤ教とキリスト教の伝承によると、初めは真面目な天使達だったが、肉欲と酒を貪る人間達を見下していた。だが、神様に「お前達も地上にいけばああなるかもしれない」と言われ、「そんな馬鹿な」と思いながら地上に降りて人間と暮らし始めた。三日ほどで肉欲と酒の虜になり、終いには「とある美女」に「ある秘密の名前」を教えてしまったため、その女は名前の魔力により天に昇り金星になった。そのため二人は神の怒りにふれてしまい、髪の毛でバビロンの深い井戸の中に吊るされてしまったとされる。
別の説では二人一組の地獄の番人とされ、地獄に落ちた罪人に永遠の責め苦を与えるという。
比較神話学者ジョルジュ・デュメジルによれば、ハールートとマールートの起源はゾロアスター教におけるハルワタートとアムルタートであるという。